# Salva-vidas

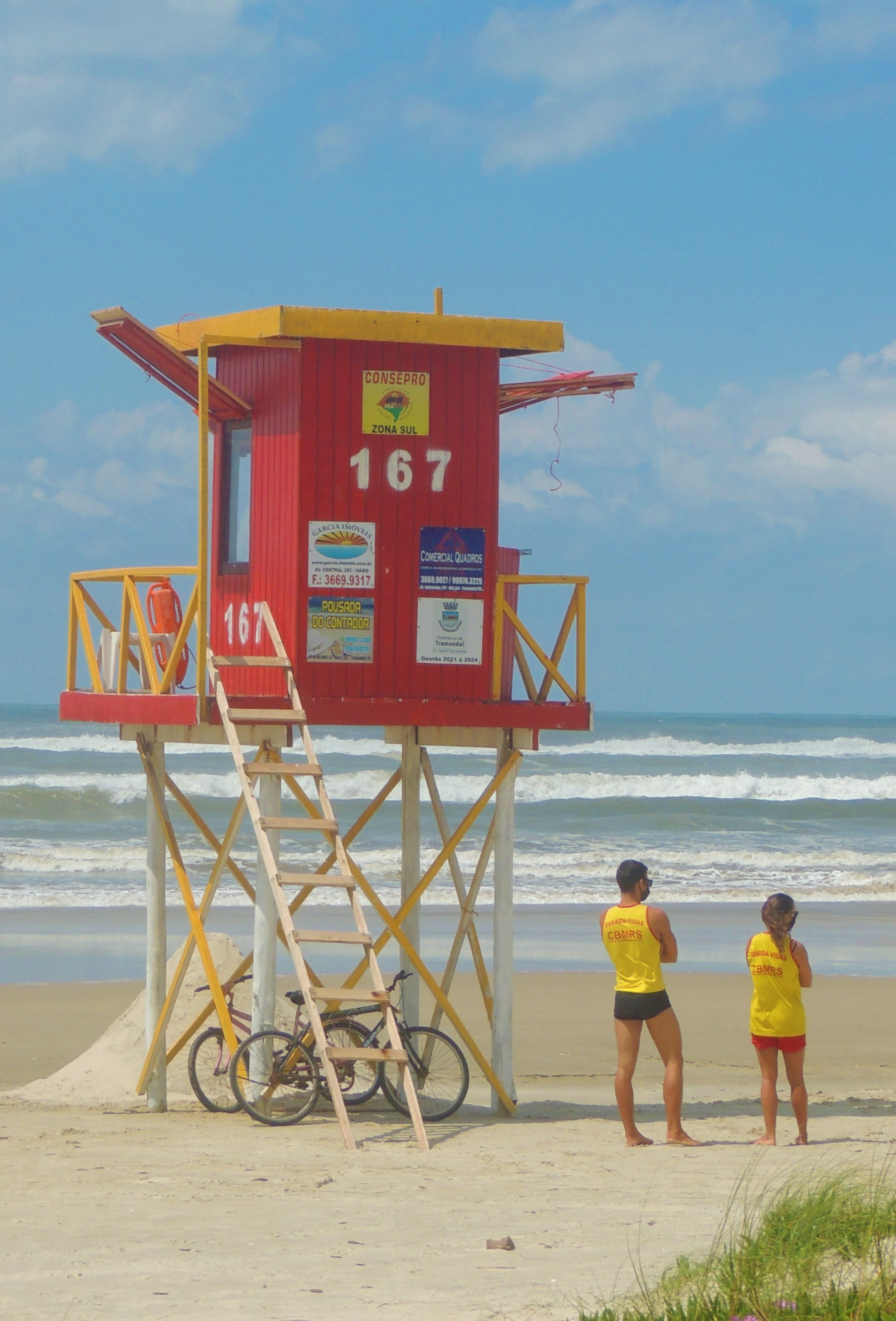
Guarda-vidas observando a praia na guarita em Tramandaí, Rio Grande do Sul, Brasil, 2021.

Salva-vidas, guarda-vidas ou nadador-salvador é o indivíduo que tem o escopo de evitar afogamentos e, assim, preservar a vida de quem se vê envolvido em uma situação crítica no mar, em rios ou piscinas.
Em muitas cidades litorâneas, há salva-vidas em praias mais frequentadas e/ou perigosas, para pronto atendimento aos banhistas ou para avisar dos riscos provocados por animais como: águas-vivas ou tubarões. A vigência do serviço pode ser permanente ou restringida à época balnear.
A formação de um salva-vidas deve ser completa: nadar muito bem, conhecimento das técnicas de respiração e massagem cardíaca, oceanografia, cuidados com o banhista e agilidade nas ações de prevenção e salvamento, onde segundos tornam-se preciosos.
Além das atividades de salvamento, cabem, ao guarda-vidas, as atividades prevencionistas objetivando evitar acidentes nas praias de mar ou de água doce (rios, lagos e lagoas) e também de piscinas, através de campanhas educativas.
Também se pode dar o nome de salva-vidas às boias de sinalização.

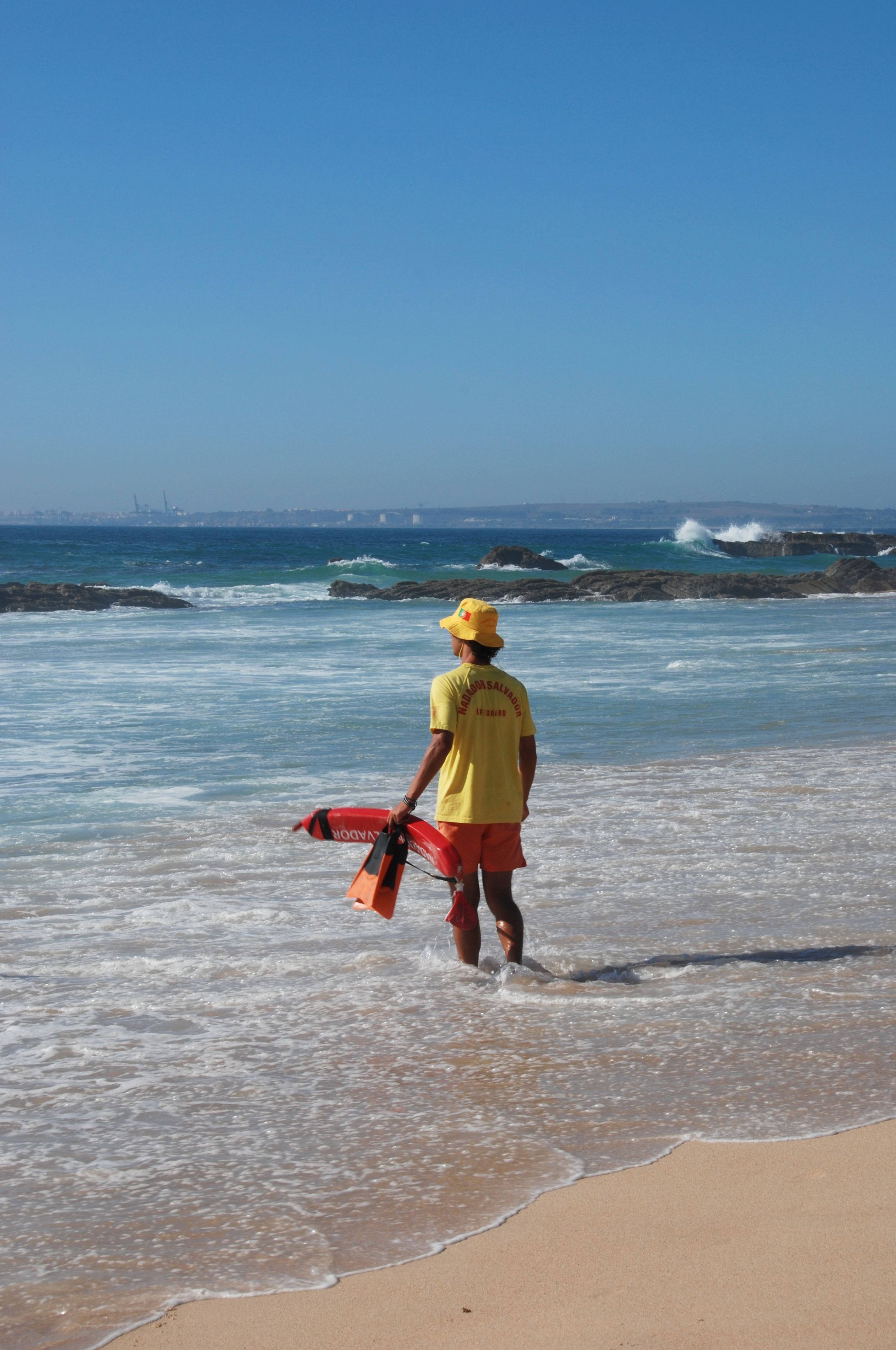
Nadador-salvador numa praia vigiada de Portugal

## Bandeiras de aviso

Posto de salvamento na Praia de Copacabana, na década de 1930. Mídia sob a guarda do Arquivo Nacional

As bandeiras colocadas em postos ou cadeirões funcionam como indicadoras das condições de banho no dia. Funcionam na equivalência de um semáforo. São de três cores diferentes:

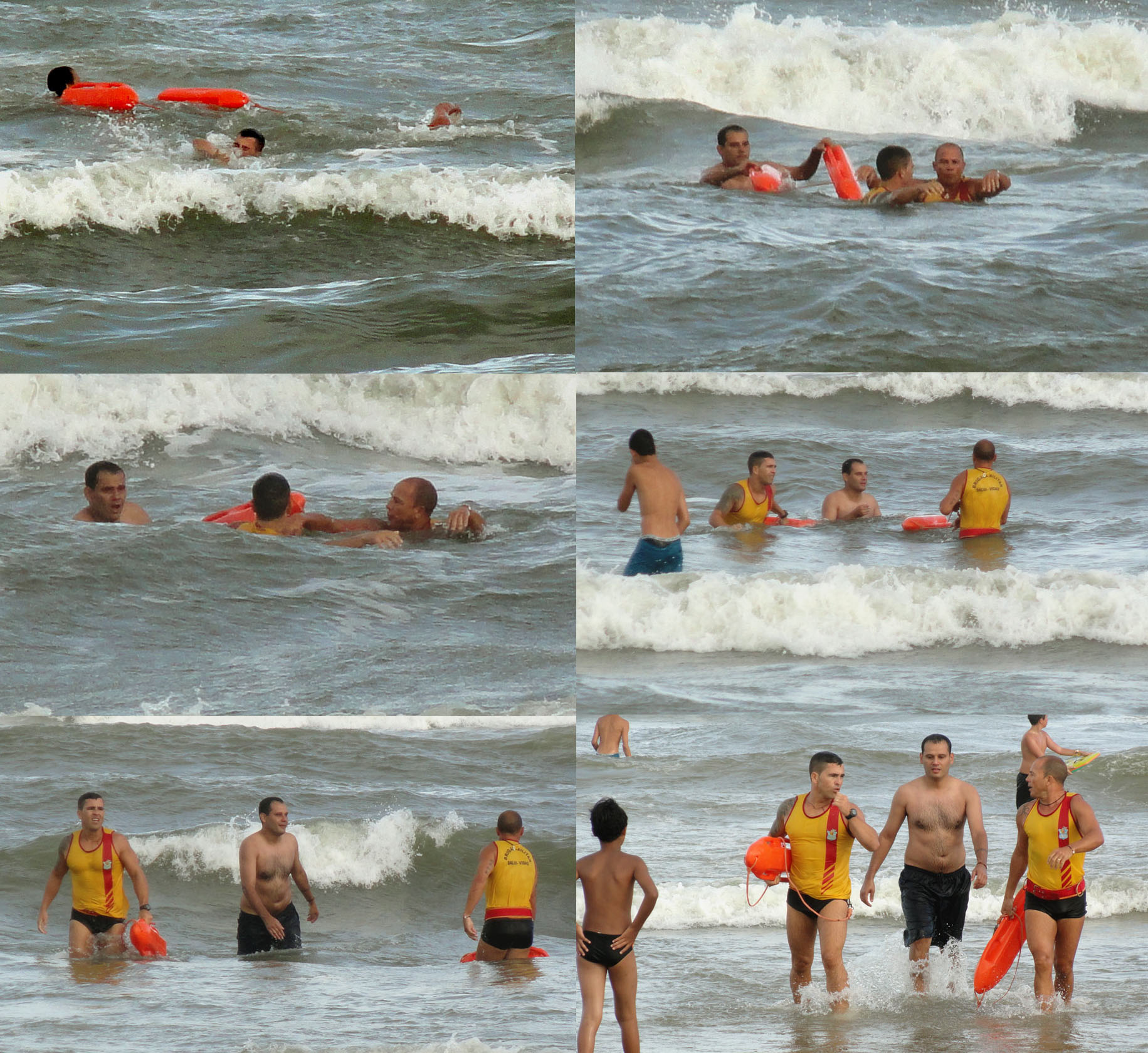
Salva-vidas da Corpo de Bombeiros do Rio Grande do Sul, no Brasil, fazendo um salvamento na Praia da Cal, em Torres

- Verde, que indica que é seguro nadar.
- Amarela que indica que se pode tomar banho, mas que não se deve nadar.
- Vermelha, que indica que se não se deve tomar banho. As bandeiras vermelhas são postas nas praias com o seguinte dizer: "local perigoso". São colocadas na frente das correntes de retorno (rip). Não é permitida a entrada de banhistas nestes locais, pois é aí que acontecem os afogamentos, por imprudência e até mesmo falta de informação dos banhistas, que, na grande maioria das vezes, são visitantes ocasionais ou veranistas. Essas correntes podem variar de lugar para lugar dependendo do vento, lua e até mesmo pressão atmosférica. Sua velocidade é de 3 m/s; isto significa que nem o melhor nadador que nada 2 m/s consegue nadar contra essa corrente. A melhor maneira seria: 1º, nem ter entrado nela, pois com certeza estaria sinalizada; 2º, não tentar vir diretamente para a terra, pois assim você estaria desafiando a natureza; e 3º, nade para o lado procurando, assim, o banco de areia. Se não conseguir, nade até o final da corrente, depois saia pelo lado.